# Sho'rchi
Sho`rchi es una localidad de Uzbekistán, en la provincia de Surjandarín.
Se encuentra a una altitud de 491 m sobre el nivel del mar. 

## Demografía
Según estimación 2010 contaba con una población de 26 011 habitantes.